# Lestes forficula
Lestes forficula är en trollsländeart som beskrevs av Jules Pièrre Rambur 1842. Lestes forficula ingår i släktet Lestes och familjen glansflicksländor. Inga underarter finns listade i Catalogue of Life.